# Segona legislatura de les Illes Balears
La Segona legistatura de les Illes Balears fou la segona legislatura autonòmica de les Illes Balears i va abastar el període de 4 anys entre 1987 i 1991. La sessió constitutiva se celebrà el 3 de juliol de 1987, en què Jeroni Albertí Picornell d'Unió Mallorquina fou elegit President del Parlament. El dia 17 de juliol, Gabriel Cañellas Fons d'Aliança Popular fou reelegit President del Govern amb 29 vots a favor, 25 en contra i 5 abstencions.

## Eleccions
Sis formacions polítiques obtingueren representació al Parlament de les Illes Balears en la Segona Legislatura. 
| Candidatures | Candidatures                                | Vots    | % Vot | Escons |
| ------------ | ------------------------------------------- | ------- | ----- | ------ |
|              | Aliança Popular - Partit Liberal (AP-PL)    | 123.044 | 36,87 | 25     |
|              | Partit Socialista Obrer Espanyol (FSB-PSOE) | 107.762 | 32,29 | 21     |
|              | Centre Democràtic i Social (CDS)            | 34.046  | 10,20 | 5      |
|              | Unió Mallorquina (UM)                       | 30.186  | 9,04  | 4      |
|              | Partit Socialista de Mallorca (PSM)         | 16.413  | 4,92  | 2      |
|              | Entesa de l'Esquerra de Menorca (EEM)       | 4.357   | 1,31  | 2      |

## Govern
En aquesta legislatura el Govern de les Illes Balears va ser un govern de minoria d'Aliança Popular-Partit Liberal i Unió Mallorquina. El govern va estar encapçalat per Gabriel Cañellas com a President del Govern, acompanyat de 11 consellers (9 d'AP-PL i 2 d'UM).